# Harald Hansen
Harald Hansen (Halden, 30 de outubro de 1884 — 6 de março de 1956) foi um ginasta norueguês que competiu em provas de ginástica artística.
Hansen é o detentor de uma medalha olímpica, conquistada na edição britânica, os Jogos de Londres, em 1908. Na ocasião, competiu como ginasta na prova coletiva. Ao lado de outros 29 companheiros, conquistou a medalha de prata, após superar a nação da Finlândia e encerrar atrás da seleção sueca.